# Pasilobus nigrohumeralis
Pasilobus nigrohumeralis är en spindelart som först beskrevs av Johan Coenraad van Hasselt 1882.  Pasilobus nigrohumeralis ingår i släktet Pasilobus och familjen hjulspindlar. Inga underarter finns listade i Catalogue of Life.